# Piłka meczowa
Piłka meczowa, meczbol (ang. match-ball) – w niektórych dyscyplinach sportowych, np. w tenisie ziemnym lub piłce siatkowej, rzut piłką kończący grę, jeśli wygrywa ją zawodnik lub drużyna, którym do wygrania meczu brakuje zdobycia tylko jednego punktu.